# 3827 Zdenekhorsky
3827 Zdenekhorsky је астероид главног астероидног појаса чија средња удаљеност од Сунца износи 2,740 астрономских јединица (АЈ).
Апсолутна магнитуда астероида је 12,3.